# Бадєєв Йосип Ісакович
Йосип Ісакович Бадєєв (Суслик, Хаїм Мошкович Ванштейн) (нар. 1880, містечко Оргіїв Кишинівського повіту Бесарабської губернії, тепер Республіка Молдова — розстріляний 11 жовтня 1937) — молдавський радянський партійний діяч. Член ЦК КП(б)У в листопаді 1925 — червні 1930 р.

## Біографія
Народився у січні 1880 року в єврейській міщанській родині. Освіта середня — закінчив сільськогосподарську школу. Працював садівником.
Брав участь в революційному русі, з 1903 по 1915 рік був членом Бунду.
Член РСДРП(б) з 1917 року.
На II-й Обласної конференції більшовиків Бессарабії, що відбулася в Одесі в липні 1919 року, був обраний членом Надзвичайного бюро обласного комітету РСДРП(б) Бессарабської радянської соціалістичної республіки. Очолював передавальний пункт Закордоту в Тирасполі, з лютого 1922 року був начальником Тираспольського пункту зв'язку Комінтерну. На початку 1920-х років — один з керівників Оргіївской підпільної комуністичної організації у складі Комуністичної партії Румунії. У 1921 році — делегат Четвертого конгресу Комінтерну.
У 1924 році нелегально перетнув Дністер, по якому проходив державний кордон між Румунією і СРСР, оселився у місті Балта — столиці новоутвореної Молдавської АРСР. У 1924 році був завідувачем агітаційно-пропагандистського відділу Миколаївського окружного комітету КП(б)У, головою Молдавської секції Одеського губернського комітету КП(б)У. У 1924—1925 роках — член Молдавського революційного комітету.
15 жовтня — 15 грудня 1924 р. — відповідальний секретар Організаційного бюро ЦК КП(б) України по Молдавській АРСР.
15 грудня 1924 — 27 грудня 1928 р. — відповідальний секретар Молдавського обласного комітету КП(б)У.
З кінця грудня 1928 року — завідувач організаційного відділу Курського окружного комітету ВКП(б).
У 1929—1937 роках — на партійній і господарській роботі в Українській РСР, був директором радгоспу.
З 1932 року працював на Харківському тракторному заводі, потім — у Маріуполі. Делегат XV з'їзду ВКП(б).
Заарештований 11 серпня 1937 року в місті Маріуполі, розстріляний 11 жовтня 1937 року. Реабілітований у 1957 році.